# Абрамович Олександр Олександрович
Олекса́ндр Олекса́ндрович Абрамо́вич (10 січня 1991, Вараш — 17 січня 2024, Кліщіївка) — старший лейтенант Збройних сил України, учасник російсько-української війни.

## Життєпис
Народився 10 січня 1991 року в місті Вараш Рівненської області. Вищу освіту здобув у Національному авіаційному університеті.
25 лютого 2022 року був зарахований до 112-ї бригади територіальної оборони. Пройшов шлях від молодшого лейтенанта до старшого лейтенанта. Пізніше був переведений до 80-ї окремої десантно-штурмової бригади.
Загинув 17 січня 2024 року поблизу села Кліщіївка Донецької області.

## Нагороди
- Орден Богдана Хмельницького III ступеня (22 березня 2024, посмертно) — за особисту мужність, виявлену у захисті державного суверенітету та територіальної цілісності України, самовіддане виконання військового обов'язку[1].